# Liste du patrimoine immobilier classé de Bouillon
Cette page regroupe l'ensemble du patrimoine immobilier classé de la ville belge de Bouillon située dans la province de Luxembourg.
| Objet | Année de construction / Architecte | Adresse                     | Section communale              | Coordonnées                      | Numéro d’inventaire | Illustration |
| --- | ---------------------------------- | --------------------------- | ------------------------------ | -------------------------------- | ------------------- | --- |
| Ancien château-fort de Bouillon, les remparts, un escalier de secours, le bastion de Bourgogne et le corps de garde (M) et ensemble formé par ces bâtiments et les terrains environnants (S) |                                    |                             | Bouillon                       | 49° 47′ 34″ nord, 5° 03′ 55″ est | 84010-CLT-0001-01   | Château et terrains environnants |
| Le bastion de Bretagne et le bastion du Dauphin (Bastions de Bouillon) |                                    |                             | Bouillon                       | 49° 47′ 51″ nord, 5° 04′ 01″ est | 84010-CLT-0003-01   | Le bastion de Bretagne et le bastion du Dauphin (Bastions de Bouillon) |
| Ensemble formé par deux maisons patriciennes se trouvant à proximité de l'ancien château-fort de Bouillon et les terrains environnants |                                    |                             | Bouillon                       | 49° 47′ 41″ nord, 5° 03′ 55″ est | 84010-CLT-0005-01   | Image manquanteTéléverser |
| Maison patricienne sise aux abords du château de Bouillon (hôtel d'Artaize) |                                    | Rue Saint-Nicolas, 39       | Bouillon                       | 49° 47′ 43″ nord, 5° 03′ 59″ est | 84010-CLT-0006-01   | Maison patricienne aux abords du château, rue de Brutz |
| Maison patricienne sise aux abords du château de Bouillon |                                    | Place des Champs-Prévôt, 10 | Bouillon                       | 49° 47′ 49″ nord, 5° 03′ 59″ est | 84010-CLT-0007-01   | Maison patricienne aux abords du château, place des Champs-Prévôt |
| Musée ducal : les deux bâtiments abritant les collections |                                    | Place Ducale                | Bouillon                       | 49° 47′ 40″ nord, 5° 04′ 05″ est | 84010-CLT-0008-01   | Musée ducal (deux bâtiments) |
| Hôtel de ville de Bouillon |                                    | Place Ducale                | Bouillon                       | 49° 47′ 41″ nord, 5° 04′ 05″ est | 84010-CLT-0010-01   | Hôtel de ville de Bouillon |
| Casernes Vauban (façades et toitures) |                                    | Boulevard Heynen, 16        | Bouillon                       | 49° 47′ 49″ nord, 5° 04′ 09″ est | 84010-CLT-0011-01   | Casernes Vauban (façades et toitures) |
| Extension de classement de la caserne Vauban |                                    |                             | Bouillon                       | 49° 47′ 47″ nord, 5° 04′ 10″ est | 84010-CLT-0012-01   | Image manquanteTéléverser |
| Édifice rural sis à Les Hayons (actuellement ferme |                                    | Rue de la Cornette 55       | Les Hayons                     | 49° 48′ 50″ nord, 5° 08′ 46″ est | 84010-CLT-0013-01   | Image manquanteTéléverser |
| Abreuvoir |                                    | Rue de la Sentinelle        | Noirefontaine                  | 49° 49′ 00″ nord, 5° 05′ 25″ est | 84010-CLT-0014-01   | Abreuvoir |
| Ferme à Frahan |                                    | n°22, Frahan                | Rochehaut                      | 49° 50′ 03″ nord, 5° 00′ 03″ est | 84010-CLT-0016-01   | Image manquanteTéléverser |
| Boucle de la Semois à Frahan (S) et établissement d'une zone de protection sur une partie du village de Rochehaut (ZP) |                                    |                             | Rochehaut                      | 49° 50′ 24″ nord, 4° 59′ 59″ est | 84010-CLT-0017-01   | Boucle de la Semois à Frahan (S) et établissement d'une zone de protection sur une partie du village de Rochehaut (ZP) |
| Église Saint-Firmin, mur de clôture du cimetière (M) et ensemble formé par l'église, le cimetière et le mur qui l'entoure (S) | 1773                               |                             | Rochehaut                      | 49° 50′ 25″ nord, 5° 00′ 22″ est | 84010-CLT-0021-01   | Église Saint-Firmin, cimetière et mur de clôture |
| Partie de l'ensemble formé par le Tombeau du Géant, situé sur le territoire des communes de Rochehaut et Ucimont, et comprenant les lieux-dits Les Grandes Falloiges, les Petites Falloiges, Ravers, Queue de Terme, Fond d'Ucimont, Prés de la Semois, Pré de la Bouche à l'eau, Assences de Pigerue, Pré Saint-Firmin, la Pigerue, le Frétis, Goutai de Wires, la Gouttel, la Rigonel, Scoticainay, la Wiré des Quoées, de Couplemou, la Virée du Ru, le Ru. |                                    |                             | Rochehaut et Ucimont           | 49° 50′ 02″ nord, 5° 00′ 49″ est | 84010-CLT-0025-01   | Tombeau du Géant |
| Partie du site formé par le Tombeau du Géant, situé sur le territoire des communes de Ucimont, Botassart et Corbion, et comprenant les lieux-dits Merleux Han, le Cul de Merleux Han, Noires Eaux, Tibetrix, Prés de Germovez, Germovez, Loveté, Loquet, Devant le Mont, Sarsucot |                                    |                             | Corbion et Ucimont             | 49° 48′ 30″ nord, 5° 00′ 29″ est | 84010-CLT-0026-01   | Tombeau du Géant |
| Partie du site formé par le Tombeau du Géant à Sensenruth, Ucimont et Corbion. |                                    |                             | Corbion, Sensenruth et Ucimont | 49° 49′ 23″ nord, 5° 01′ 50″ est | 84010-CLT-0027-01   | Partie du site formé par le Tombeau du Géant à Sensenruth, Ucimont et Corbion. |
| Partie de l'ensemble formé par le Tombeau du Géant situé sur le territoire de la commune de Corbion et comprenant les lieux-dits L'Orient-Traicot, Tailles des Augustins, l'Epinne, Clernot, Au-dessus de Clernot, l'Ecaillire, Pré du Plane |                                    |                             | Corbion                        | 49° 48′ 14″ nord, 5° 01′ 29″ est | 84010-CLT-0028-01   | Partie de l'ensemble formé par le Tombeau du Géant situé sur le territoire de la commune de Corbion et comprenant les lieux-dits L'Orient-Traicot, Tailles des Augustins, l'Epinne, Clernot, Au-dessus de Clernot, l'Ecaillire, Pré du Plane |
| Moulin du Rivage (façades et toitures, salle intérieure de la machine, canal d'amenée d'eau à l'ancienne roue), dans le site classé du Tombeau du Géant. |                                    |                             |                                | 49° 49′ 04″ nord, 5° 02′ 35″ est | 84010-CLT-0029-01   | Moulin du Rivage (façades et toitures, salle intérieure de la machine, canal d'amenée d'eau à l'ancienne roue), dans le site classé du Tombeau du Géant.                                                                                     |
| La Roche aux Fées et le bief contigu de la Semois dit Vanne des Bains |                                    |                             |                                | 49° 47′ 24″ nord, 5° 03′ 53″ est | 84010-CLT-0031-01   | La Roche aux Fées et le bief contigu de la Semois dit Vanne des Bains |
| Chapelle de l'Immaculée Conception et mur d'enceinte du cimetière |                                    |                             |                                | 49° 49′ 18″ nord, 5° 02′ 54″ est | 84010-CLT-0033-01   | Chapelle de l'Immaculée Conception et mur d'enceinte du cimetière |
| L'église Saint-Lambert (M) et ensemble formé par cet édifice et les abords (S) |                                    |                             |                                | 49° 49′ 31″ nord, 5° 04′ 22″ est | 84010-CLT-0034-01   | L'église Saint-Lambert (M) et ensemble formé par cet édifice et les abords (S) |
| Maison du Commandant de Place (aussi dénommé Maison du Prévôt) sise entre le Boulevard Heynen et le Champ Prévôt : façades et toitures ainsi que les murs d'enceinte du jardin clôturant la propriété |                                    |                             | Bouillon                       | 49° 47′ 50″ nord, 5° 04′ 03″ est | 84010-CLT-0035-01   | Maison du Commandant de Place (aussi dénommé Maison du Prévôt) sise entre le Boulevard Heynen et le Champ Prévôt : façades et toitures ainsi que les murs d'enceinte du jardin clôturant la propriété                                        |
| Château-ferme de Dohan : façades et toitures des bâtiments du XVIIIe siècle, grand salon et grand escalier intérieur, Dohan Haut (M) et ensemble formé par cet édifice et ses abords (S) |                                    | Dohan Haut                  | Dohan                          | 49° 47′ 42″ nord, 5° 08′ 31″ est | 84010-CLT-0036-01   | Image manquanteTéléverser |
| Maison |                                    | Rue de la Cense, 19         | Rochehaut                      | 49° 50′ 24″ nord, 5° 00′ 15″ est | 84010-CLT-0037-01   | Image manquanteTéléverser |
| Prieuré des Sépulcrines (façades et toitures) |                                    | Rue du Collège              | Bouillon                       | 49° 47′ 37″ nord, 5° 04′ 10″ est | 84010-CLT-0038-01   | Prieuré des Sépulcrines (façades et toitures) |
| La maison dite de la Poulie (ancien corps de garde de la Poulie) à l'exception des annexes contemporaines, sise rue de la Poulie n°6 à Bouillon. |                                    | Rue de la Poulie, 6         | Bouillon                       | 49° 47′ 40″ nord, 5° 03′ 56″ est | 84010-CLT-0039-01   | La maison dite de la Poulie (ancien corps de garde de la Poulie) à l'exception des annexes contemporaines, sise rue de la Poulie n°6 à Bouillon.                                                                                             |
| Ferme à Frahan |                                    | Frahan, 23                  | Rochehaut                      | 49° 50′ 03″ nord, 5° 00′ 03″ est | 84010-CLT-0040-01   | Image manquanteTéléverser |
| Ancien château-fort de Bouillon, les remparts, un escalier de secours, le bastion de Bourgogne et le corps de garde (M) et ensemble formé par ces bâtiments et les terrains environnants (S) |                                    |                             | Bouillon                       | 49° 47′ 34″ nord, 5° 03′ 55″ est | 84010-PEX-0001-01   | Château et terrains environnants |
| La boucle de la Semois à Frahan |                                    |                             | Rochehaut                      | 49° 50′ 24″ nord, 4° 59′ 59″ est | 84010-PEX-0002-01   | La boucle de la Semois à Frahan |